# Waipoua gressitti
Waipoua gressitti är en spindelart som först beskrevs av Forster 1964.  Waipoua gressitti ingår i släktet Waipoua och familjen Orsolobidae. Inga underarter finns listade i Catalogue of Life.